# باراباس (رواية)
براباس رواية نُشرت عام 1950 للكاتب بار لاغركفيست الحاصل على جائزة نوبل في الأدب. تروي الرواية تصورًا لحياة باراباس، الرجل الذي ورد في الكتاب المقدس أنه أُطلق سراحه بدلًا من يسوع. تقوم الرواية على التضاد: يموت يسوع أولًا من بين الثلاثة المصلوبين، ويموت باراباس آخرهم. يموت يسوع بين أصدقائه، بينما يموت باراباس وحيدًا. يسوع يخاطب الله، أما باراباس فيخاطب الظلمة. تبدأ الرواية بصلب يسوع وتنتهي بصلب باراباس في روما. صدرت الترجمة العربية لرواية باراباس عن دار المدى في دمشق، ضمن سلسلة "مكتبة نوبل"، بعنوان بارباس. تولى ترجمتها الشاعر العراقي سعدي يوسف، سنة 2002.

## الحبكة
يُصلب يسوع على جبل الجلجثة، وبين الجموع الواقفة يقف باراباس. رجل عنيف، وقاطع طريق، ومتمرد، لا يستطيع أن يُبدي الكثير من الاحترام لروح الاستسلام التي تحلى بها الرجل الذي مات بدلاً منه. يشك باراباس في قداسة يسوع، لكنه في الوقت نفسه مفتون بتضحيته. يسعى للقاء أتباع يسوع في محاولة لفهمه، لكنه يكتشف أن رؤيتهم الممجدة له لا تتوافق مع ملاحظته الواقعية والبسيطة لشخصه. الأهم من ذلك أن باراباس، الذي لم يكن يومًا موضع حب — وهو حجر الزاوية في الإيمان المسيحي — يجد نفسه عاجزًا عن فهم الحب، وبالتالي غير قادر على فهم الإيمان المسيحي. يقول إنه "يريد أن يؤمن"، لكن الفهم بالنسبة إليه شرط للإيمان، ولهذا لا يستطيع أن يؤمن.
يُستعبد باراباس ويُقيَّد إلى رجل آخر يُدعى سهاك، ويُحكم عليهما بالعمل في مناجم النحاس، المعروفة بظروفها الجحيمية التي تُنهي حياة العاملين فيها بسرعة، في روما القديمة. هناك، يمر باراباس بأزمة إيمان غير عادية، يتضح جوهرها في الجزء الأخير من الرواية. في النهاية، تبقى ولاءات باراباس الحقيقية مرتبطة بذلك الفراغ الغامض الذي لا يعرف الرحمة، والذي غذّى حياته السابقة وأحاط بها، ويتجلى في ظلمة ليلة إعدامه، حيث يُسلّم نفسه له في أنفاسه الأخيرة.

## الشخصيات
فيما يلي قائمة بأبرز شخصيات رواية باراباس:
- باراباس: الشخصية الرئيسية في الرواية، وهو الرجل الذي أُفرج عنه بدلاً من يسوع المسيح. يظهر كشخص معذب داخليًا، ممزق بين الشك والإيمان، ويعيش صراعًا روحيًا طويلًا يحاول من خلاله فهم مغزى خلاصه ومصير من صُلب مكانه.
- ساهاك: عبد مسيحي يعمل مع باراباس في مناجم النحاس بروما. يتمسك بإيمانه رغم العذاب، ويُعد رمزًا للثبات الروحي، إذ يُعدم لاحقًا بسبب معتقداته الدينية.
- المرأة المسيحية: امرأة فقيرة آمنت بالمسيح وكانت على علاقة بباراباس. تُقتل بسبب إعلانها إيمانها، ويؤدي موتها إلى تأجيج صراعه الداخلي وشعوره بالذنب.
- إليا: والد باراباس وزعيم مجموعة من الخارجين عن القانون. يقتله باراباس في وقت لاحق ليأخذ مكانه، في مشهد يكشف عن طبيعة العنف التي تلازمه.
- بطرس: أحد أتباع المسيح، يظهر في نهاية الرواية داخل السجن، حيث يُحاكم ويُصلب هو الآخر. يجسد نموذج الإيمان الراسخ في وجه الاضطهاد.
- لازاروس: الرجل الذي أقامه المسيح من الموت. يُصوَّر في الرواية كشخص غريب وبارد، تعكس ملامحه تجربة فريدة مع الموت، ما يثير شكوك باراباس وتساؤلاته حول الحياة والبعث.

## التقييم والنقد
باراباس حققت نجاحًا فوريًا وكبيرًا في السويد، وسرعان ما تُرجمت إلى ما لا يقل عن عشر لغات. كتب الناقد الفرنسي مارسيل بريون في صحيفة لوموند بتاريخ 7 ديسمبر 1950: لا يمكن التشكيك في القيمة الإنسانية غير المسبوقة والأهمية العالمية لهذا الكتاب. وبعد بضعة أشهر، أشاد ناقد آخر في الصحيفة نفسها بالرواية قائلًا:
نادرًا ما نُواجه عملًا يتمتع بمثل هذا العمق والتألّق. 
أثارت الرواية نقاشًا بين النقاد السويديين حول قضايا دينية، مثل الإيمان والشك ومسألة الألم في المسيحية. وقد ناقش بعضهم الرواية في سياق الجراح الوجودية التي خلّفتها الحرب العالمية الثانية.